# Хълмов равнец
Хълмовият равнец (Achillea collina) е вид растение от семейство Сложноцветни (Asteraceae).
Таксонът е описан за пръв път от Антон Хаймерл през 1883 година.